# فريق البحث عن المستعرات العظمي العالية - الإنزياح
فريق البحث عن المستعرات العظمي العالية - الانزياح (بالإنجليزية: High-Z Supernova Search Team)‏ كان عبارة عن مشروع تعاوني عالمي في مجال علم الكونيات بقيادة مجموعة دولية من علماء الفلك استخدم المستعرات العظمى من النمط الأول لتتبع توسع الكون من الوقت الحالي إلى 9 مليارات سنة في الماضي.تشكل الفريق في عام 1994 من قبل عالم الفلك الأسترالي بريان شميدت .
توسع الفريق بعدها إلى ما يقرب من 20 عالم فلك موجودين في الولايات المتحدة وأوروبا وأستراليا وشيلي. وقد استخدموا تلسكوب فيكتور م. بلانكو لاكتشاف المستعرات العظمي من النوع (Ia) إلى الانزياح نحو الأحمر z = 0.9. وتم التحقق من الاكتشافات من خلال الأطياف المرصودة في الغالب من تليسكوبات مرصد كيك، والمرصد الأوروبي الجنوبي.
وفي دراسة أجريت عام 1998 برئاسة آدم ريس، أصبح الفريق أول من ينشر أدلة على أن توسع الكون تسارع خلال الخمسة مليارت سنة الأخيرة.
في عام 2011، حصل ريس وشميدت، على جائزة نوبل في الفيزياء مناصفة مع سول بيرلموتر من مشروع كوسمولوجيا المستعرات العظمى لهذا العمل.